# Oberschneiding
Oberschneiding è un comune tedesco situato nel land della Baviera.
Si trova a sud del "Gäuboden", una zona ad alta produttività famosa per l'agricoltura. L'attuale comune di Oberschneiding è composto da 31 villaggi, un tempo organizzati in cinque comuni diversi (Grossenpinning, Niederschneiding, Oberschneiding, Reissing e Wolferkofen). La città più grande e sede del comune è Oberschneiding.

## Storia
L'area intorno a Oberschneiding fu un luogo di insediamento nel neolitico, intorno al 5000 a.C.. Numerosi ritrovamenti di scheletri, cocci e daub dimostrano l'esistenza di insediamenti risalenti all'Età della Pietra. Alcuni di questi reperti sono esposti nel Gäubodenmuseum di Straubing.
Oberschneiding è stata menzionata per la prima volta nei documenti nel 790 d.C.. Il "Brevivarius Urolfi", un documento scritto nel monastero di Niederaltaich, nomina un villaggio chiamato "Snudinga". Questo nome - come tutte le città bavaresi che terminano per ing - risale al capo del clan che fondò l'insediamento, Snudo. Il nome cambiò da Snudinga a "Schneiding" nei secoli successivi. Oggi non è chiaro quale città fosse menzionata nel documento, perché esistono due insediamenti chiamati "Schneiding": Oberschneiding (=Schneiding superiore) e Niederschneiding (=Schneiding inferiore).